# Stockholms Hantverksförening

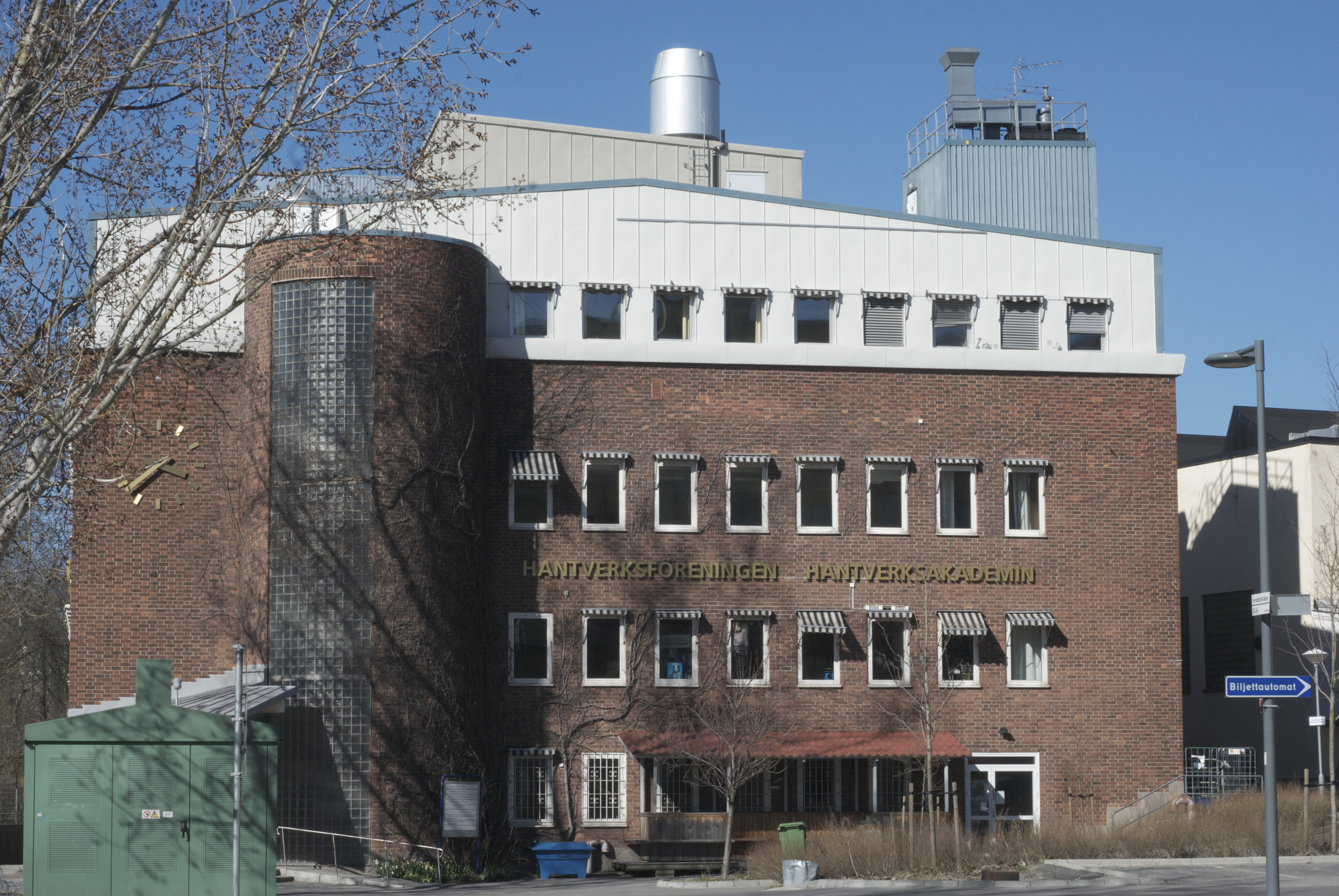
Föreningens lokaler i Blåsut.

Stockholms Hantverksförening, grundad som Stockholms stads handtverksförening 1847, är en intresseförening för hantverks- och småföretag och medlem i Hantverkarnas riksorganisation.
Föreningen driver yrkeshögskolan Hantverksakademin.
Föreningen förvärvade Hantverksföreningens hus vid Brunkebergstorg 1869, vilket exproprierades 1967, och de flyttade istället till Götgatan. Föreningens verkstadshus uppfördes 1949-50 vid Renstiernas gata / Tjärhovsgatan efter ritningar av arkitekt Robert Berghagen. 2006 flyttade föreningen vidare till lokaler i Blåsut i Johanneshov, Stockholm. Sedan våren 2015 befinner sig föreningen på Vasagatan 46, där också yrkeshögskolan Hantverksakademin finns.